# Pandora Papers
Pandora Papers je souhrnný název pro 11,9 milionů uniklých dokumentů, které v říjnu 2021 publikovalo Mezinárodní konsorcium investigativních novinářů (ICIJ). Data, obsažená v dokumentech, odhalila informace o skrytých přesunech kapitálu u více než 400 vysoce postavených členů vlády včetně současných a minulých prezidentů a premiérů, 130 miliardářů z žebříčku Forbes, celebrit, business leaderů, členů královských rodin, vůdců náboženských skupin, ale i drogových dealerů. Jedná se o dosud nejobsáhlejší odhalení skrytých finančních praktik, které ICIJ zveřejnilo, svým rozsahem předčilo i Panama Papers z dubna 2016 (11,5 milionů dokumentů). Data pochází ze 14 společností poskytujících finanční služby a poradenství v oblasti zakládání firem v daňových rájích a zemích s vysokým indexem finančního tajemství, konkrétní zdroj úniku nebyl jmenován. Struktura balíčku dat se skládá především z textových dokumentů (celkem 6,4 milionu), mezi něž patří kopie cestovních pasů, výkazy z bankovních účtů, daňová přiznání nebo kupní a nájemní smlouvy k věcem movitým i nemovitým, dále obrázků (2,9 milionu), e-mailů (1,2 milionu) a v tisících také prezentací, zvukových záznamů, videí a tabulek.
Celkový objem peněz držených v zahraničí (mimo zemi jejich původu) odhaduje ICIJ na 5,6 až 32 bilionů amerických dolarů.
Jedná se o třetí ze série masivních odhalení dokumentů týkajících se daňových rájů a offshorových společností. Prvním byl v roce 2016 Panama Papers, který zveřejnil 2,6 terabytů dat panamské právní firmy Mossack Fonesca. V roce 2017 následovalo zveřejnění takzvaných Paradise Papers, které obsahovalo zhruba 1,4 terabytů dat firmy Appleby sídlící na Bermudách. Jim předcházela ještě menší odhalení Swiss Leaks v roce 2015, Luxembourg Leaks v roce 2014 a Offshore Leaks v letech 2012 až 2013. Ke zveřejnění prvních dokumentů Pandora Papers došlo 3. října 2021 a pokračovalo v průběhu celého měsíce. Jednalo se o největší spolupráci novinářů z celého světa, kterou ICIJ organizovalo. Jméno Pandora bylo zvoleno jako odkaz na Pandořinu skřínku.
Mezi stovkami jmen se objevil i Volodymyr Zelenskyj, tehdy čerstvě zvolený prezident Ukrajiny. Dokumenty odhalily, že on a jeho blízcí spolupracovníci vlastnili síť offshore společností, přičemž jedna z nich, Maltex Multicapital Corp., měla podíl v mediální firmě, která získávala příjmy z ukrajinských oligarchů. Krátce před prezidentskými volbami v roce 2019 Zelenskyj svůj podíl v této společnosti údajně převedl na svého dlouholetého přítele a poradce Serhije Šefira, který se později stal jeho hlavním asistentem.
Ačkoliv samotné vlastnictví offshore firem není nelegální, vyvolalo to otázky ohledně transparentnosti a možné daňové optimalizace. Zelenskyj byl zvolen na základě protikorupční rétoriky, takže odhalení offshore struktur jeho týmu působilo rozporuplně. Nicméně kauza nevyvolala tak silné politické důsledky jako u jiných světových lídrů, například českého expremiéra Andreje Babiše, kterého Pandora Papers spojily s nákupem luxusních nemovitostí ve Francii přes neprůhledné offshore firmy.

## Zveřejněná data
Mezi dotčenými osobami byli například bývalý premiér Velké Británie Tony Blair, chilský prezident Sebastián Piñera, keňský prezident Uhuru Kenyatta, černohorský prezident Milo Đukanović, katarský emír Tamím bin Hamad Ál Thání, premiér Spojených arabských emirátů a emír Dubaje Muhammad bin Rášid Ál Maktúm, ekvádorský prezident Guillermo Lasso, libanonský premiér Najib Mikati a kyperský prezident Nicos Anastasiades. Mezi ústřední figury dokumentu patří jordánský král Abdalláh II., který investoval 100 milionů amerických dolarů do nemovitostí napříč Velkou Británií a Spojenými státy. Příznivci bývalého ukrajinského prezidenta Petra Porošenka obvinili z daňových úniků jeho nástupce Volodymyra Zelenského, jehož jméno se objevilo v souvislosti se sítí offshorových firem vlastnících mimo jiné nemovitosti v Londýně.
V dokumentech je uvedena i kolumbijská zpěvačka Shakira, německá modelka Claudia Schifferová a indický hráč kriketu Sačin Tendulkar.
V uniklých dokumentech se objevuje více než 300 Čechů, včetně bývalých ministrů, lokálních politiků, bankéřů, zbrojařů, realitních i mediálních magnátů i nejbohatších lidí Česka, a 178 offshorových firem s českým pozadím. Server Investigace.cz, který před volbami do Poslanecké sněmovny v říjnu 2021 zveřejnil pouze jméno premiéra Andreje Babiše, uvedl, že neplánuje zveřejnit kompletní seznam, protože „Zveřejňování osobních údajů soukromých osob podléhá v porovnání s politicky činnými osobami větší ochraně soukromí.“

### Transakce Andreje Babiše
V souvislosti s Andrejem Babišem se v Pandora Papers objevilo spojení s nákupem nemovitostí na Francouzské Riviéře, který provedla investiční offshore společnost jím nepřímo vlastněná. K nákupu došlo v roce 2009, za obnos 15 milionů EUR bylo zakoupeno několik sídel včetně zámečku Bigaud v komuně Mougins na jižním pobřeží Francie. Nákup započal založením firmy Blakey Finance Limited se sídlem na Britských panenských ostrovech do níž bylo, dle uniklých e-mailů obsažených v Pandora Papers, vloženo 15 milionů EUR, Blakey Finance Limited následně poskytla půjčku firmě Boyne Holding LLC registrované ve Washingtonu, jejíž dceřiná společnost SCP Bigaud Monako provedla nákup nemovitostí. V roce 2015 firma Blakey Finance Limited zanikla, následována Boyne Holdingem v roce 2018, ve stejném roce se ve výroční zprávě firmy SynBiol, 100% vlastněné svěřenským fondem AB private trust I, objevila akvizice společnosti SCP Bigaud. Mateřskou společností SCP Bigaud se stala firma I.M.O.D.I.M., kterou vlastnila IMOBA a.s. spadající pod SynBiol. Ve vyjádření pro Českou televizi, datovaného ke 4. říjnu 2021, tedy den po zveřejnění Pandora Papers, uvedl Andrej Babiš, že původní peníze byly řádně zdaněny, odeslány jako půjčka z české banky a následně i vráceny.
O převod peněz přes daňové ráje se měla postarat společnost Alcogal, kterou najala Francouzská DB Artwell Avocats. Panamská právní společnost Alcogal byla taktéž zakladatelem firmy Blakey Finance Limited, registrované na Britských Panenských ostrovech.

### Volodymyr Zelenskyj
Dalším z vrcholných politiků, kterých se týkala část zveřejněných dokumentů, byl ukrajinský prezident Volodymyr Zelenskyj. Společně se svými partnery, se kterými založil produkční studio Kvartal 95, vytvořil od roku 2012 síť offshorových firem. Mezi tyto partnery patřili mimo jiné Serhij Šerif, který se po volbách stal Zelenského poradcem, nebo Ivan Bakanov, který stanul v čele Bezpečnostní služby Ukrajiny. Skrz tyto firmy poté bylo zakoupeno několik nemovitostí na lukrativních adresách v Londýně, není ovšem jasné, zda se na těchto transakcích podílel sám Zelenskyj. Offshorové společnosti byly spravovány firmou Fidelity Corporate Services, která byla jednou ze společností, jejíž dokumenty byly zveřejněny, a z nichž vyplývá, že těsně před zvolením daroval svůj podíl jednomu ze svých partnerů, ačkoliv potom byla dohoda upravena a část dividend začala být vyplácena offshorové společnosti patřící Oleně Zelenské.
Zelenskyj s manželkou ale vlastnili čtvrtinu firmy Maltex Multicapital Corp. prostřednictvím skořápkové firmy Film Heritage registrované v Belize. Během volební kampaně v roce 2019 ale Film Heritage převedla svůj podíl na jinou firmu vlastněnou Serhijem Šerifem. Bylo potvrzeno, že převedení bylo bezúplatné, ačkoliv poté byla podepsána dohoda, že Film Heritage budou vypláceny dividendy v neuvedené výši.
Spekulovalo se, že tyto kroky mohly být provedeny za účelem zakrytí pravého vlastníka společnosti, ovšem společnost Fidelity uvedla, že prezident Zelenskyj není jejím klientem a nemá žádné vlastnické postavení v subjektu pod její správou. Ruslan Rjabošapka, bývalý státní zástupce Ukrajiny, uvedl, že převod peněz do offshorových společností je ukrajinskou tradicí, jelikož země nemá fungující právní systém. Přesto však prý stále vyvolává podezření z daňových úniků nebo legalizace špinavých peněz.

### Progress Residential
Dokumenty také odhalily, jak investoři profitovali na krizi bydlení ve Spojených státech. Ukázaly, že firma Progress Residential skupovala po krizi v roce 2008 ve velkém (tempem až 2 000 domů za měsíc) za nízké ceny menší rodinné domy na amerických předměstích a následně je nabízela k pronájmu za vyšší ceny a s mnoha poplatky rodinám, které si vlastní bydlení nemohly dovolit, a vydělávala tak na nedostupnosti bydlení.
Za projektem Progress Residential stojí newyorská investiční firma Pretium Partners. Ta po krizi v roce 2008 nabídla investorům možnost investovat do projektu s výnosy 15 až 20 % ročně, načež se jim na projekt podařilo vybrat přes jednu miliardu dolarů. Ačkoliv dokumenty neuvádějí všechny investory, ukázaly, že mezi profitující patřili například Stephen Bronfman, kanadský bussinesman a dědic multimiliardového impéria Seagram, nebo Donald R. Mullen Jr., zakladatel a výkonný ředitel Pretium Partners.
Toto zjištění vyvolalo vlnu nevole, neboť Progress Residential se zaměřuje na domy na předměstích, v oblastech s nízkou kriminalitou a dobrou dostupností škol. Také způsob, jakým transakce provádí, mu poskytuje značnou výhodu, jelikož používá algoritmy speciálně vyhledávající nabídky domů s vhodnými parametry, které jsou do patnácti minut od zveřejnění nabídky schopné posoudit, zda je dům vhodný k investici a měl by být předán ke schválení. Do dvou hodin poté je Progress Residential schopen udělat nabídku. Další výhodou je dostupnost peněz, zatímco rodiny musí čekat na schválení půjčky, Progress je schopen nabídnout peníze ihned v hotovosti. Průzkumy také ukázaly, že investoři díky své rychlosti a vyjednávací síle platí za dům v průměru o 10 % méně.

### USA jako daňový ráj
Podle OCCRP uniklé materiály také poukazují na zajímavý trend: čím dál silnější pozici USA jako daňového ráje. Přestože federální vláda činí kroky k omezení daňových úniků, zákonodárci více států odhlasovali přijetí zákonů umožňujících větší netransparentnost finančních fondů. Konkrétně odhalily až na 200 fondů založených ve Spojených státech v posledních letech. Především vyzdvihují roli Jižní Dakoty, která podle některých poskytuje větší krytí a lepší podmínky než tradiční daňové ráje jako Bermudy, Kajmanské ostrovy nebo Britské Panenské ostrovy.

## Seznam poskytovatelů offshore služeb, kterým data unikla
Uniklé soubory pocházejí od 14 poskytovatelů offshore služeb, kteří klientům pomáhají zakládat společnosti v jurisdikcích s utajením.
| Společnost                          | Dokumenty | Časové období | Sídlo                             | Rok založení |
| ----------------------------------- | --------- | ------------- | --------------------------------- | ------------ |
| All About Offshore Limited          | 270 328   | 2002–2019     | Seychely                          | 2007         |
| Alemán, Cordero, Galindo & Lee      | 2 185 783 | 1970–2019     | Panama                            | 1985         |
| Alpha Consulting Limited            | 823 305   | 1996–2020     | Seychely                          | 2008         |
| Asiaciti Trust Asia Limited         | 1 800 650 | 1996–2019     | Hongkong                          | 1978         |
| CCS Trust Limited                   | 149 378   | 2001–2017     | Belize                            | 2005         |
| CIL Trust International             | 459 476   | 1996–2019     | Belize                            | 1994         |
| Commence Overseas Limited           | 8 661     | 2004–2017     | Britské Panenské ostrovy          | 1992         |
| Demetrios A. Demetriades LLC        | 469 184   | 1993–2021     | Kypr                              | 1966         |
| Fidelity Corporate Services Limited | 213 733   | 1998–2019     | Britské Panenské ostrovy          | 2005         |
| Glenn D. Godfrey and Company LLP    | 189 907   | 1980–2019     | Belize                            | 2003         |
| Il Shin                             | 1 575 840 | 1996–2020     | Hongkong                          | 2004         |
| Overseas Management Company Inc     | 190 477   | 1997–2020     | Panama                            | 1961         |
| SFM Corporate Services              | 191 623   | 2000–2019     | Švýcarsko Spojené arabské emiráty | 2006         |
| Trident Trust Company Limited       | 3 375 331 | 1970–2019     | Britské Panenské ostrovy          | 1986         |

### Trident Trust Group
Největší složka obsahuje data společnosti Trident Trust Group, která operuje již od 70. let dvacátého století na Britských Panenských ostrovech, Seychelách a Panamě. Jejími klienty jsou například zakladatel severu Alibaba Jack Ma, ázerbájdžánský prezident Ilham Alijev nebo bývalý bahrajnský premiér princ Khalifa bin Salman al-Khalifa. S některými klienty společnost spolupracuje i přesto, že byli obviněni z trestné činnosti. Například Alijev a jeho nejbližší okolí využívali offshorových firem k ukládání špinavých peněz. Obsah Pandora Papers společnost odmítla komentovat s tím, že pracuje v mezích zákona, kterým je regulována, a spolupracuje s autoritami.

### Alcogal
Alemán, Cordero, Galindo & Lee, zkráceně Alcogal, je podle ICIJ jedna z nejvýznamnějších právních firem, které poskytují možnost zakládání offshorových společností. Napomáhala při vytváření zhruba dvou set skořápkových společností v Panamě pro Banca Privada d'Andorra, které poté sloužily k maskování korupce ve Venezuele, poskytovala své služby například i Juanu Carlosu Varelovi, bývalému panamskému prezidentovi podezřelému z praní špinavých peněz, a dalším zhruba 160 politikům a veřejně aktivním osobnostem z celého světa.

## Důsledky
V důsledku zveřejnění dokumentů se zvedla vlna protestů proti praktikám, které Pandora Papers popisují. Zákonodárci z Demokratické strany ve Spojených státech odsoudili zákony přijaté v Jižní Karolíně a začali požadovat větší transparentnost a snazší přístup k informacím o vlastnických strukturách fondů. Prezident Biden oznámil, že začne pracovat na legislativě podrobující finanční sektor většímu dohledu. Začaly se ozývat ale i hlasy (především z Republikánské strany), že dokumenty neodhalily žádnou ilegální činnost a že větší kontrola a dohled nad finančním sektorem by uškodila většinové populaci.
Panama se v reakci na zveřejnění dokumentů ohradila, že v posledních letech přijala mnoho reforem, které měly napravit její pověst a legislativu, ačkoliv je stále vedena na seznamu daňových rájů zveřejněném Evropskou unií.